# تاریک‌مرغ‌ها
تاریک‌مرغ‌ها (نام علمی: Lipaugus) نام یک سرده از تیره جواهرمرغ است.